# Афонсу Португальский
Афо́нсу Португа́льский (порт. Afonso de Portugal; 18 мая 1475 года, Лиссабон — 13 июля 1491 года, Сантарен) — наследный принц Португалии; единственный сын короля Португалии Жуана II и его жены, португальской принцессы Леоноры Ависской. Принц погиб в результате несчастного случая в возрасте 16 лет.

## Ранние годы и брак
Афонсу родился 18 мая 1475 года в Лиссабоне в семье будущего португальского короля Жуана II и его жены Леоноры Ависской; кроме Афонсу в семье был ещё один сын, Жуан, умерший во время или вскоре после рождения в 1482 году. Мальчик был назван в честь деда-короля Афонсу V, который очень сильно любил внука и назвал в его честь меньший из островов Сан-Томе и Принсипи (Принсипи в переводе с португальского означает «принц»).
В 1475 году разразилась Война за кастильское наследство: после смерти короля Энрике IV сразу две женщины заявили о своих правах на кастильский трон — Изабелла, дочь короля Хуана II, и её племянница Хуана, собственно дочь Энрике IV. Хуана была известна под прозвищем ла Бельтранеха из-за слухов о том, что она была внебрачным ребёнком супруги Энрике IV Жуаны Португальской и её любовника Бельтрана де ла Куэва. Именно эти слухи дали право Изабелле претендовать на престол. Дед Афонсу, Афонсу V, которому Хуана также приходилась племянницей, заключил с ней брак. Заключение такого брака было продиктовано не только амбициями португальского короля, но и желанием защитить честь семьи. Афонсу V провозгласил себя королём Кастилии и Леона и, таким образом, оказался втянут в войну против Изабеллы и её мужа Фердинанда II Арагонского.
В конечном итоге Изабелла и Фердинанд победили; в 1479 году был заключён Алкасовашский договор, одним из условий которого было заключение брака между маленьким Афонсу и Изабеллой, старшей дочерью Католических королей, которая была на пять лет старше инфанта. Договором также предусматривалось, что Фердинанд и Изабелла дадут дочери большое приданое, а сама принцесса будет находиться в Португалии в качестве гарантии, что её родители будут соблюдать условия договора. В 1480 году пятилетний Афонсу вместе с бабушкой по материнской линии поселился в Море; десятилетняя Изабелла присоединилась к будущему мужу в начале следующего года. Изабелла провела в Португалии три года, а затем вернулась домой. 28 августа 1481 года умер король Афонсу V; отец Афонсу снова стал королём, а сам инфант — наследником престола.
Весной 1490 года в Севилье был заключён брак по доверенности между Афонсу и Изабеллой. 19 ноября того же года Изабелла прибыла в Бадахос, где её поприветствовал дядя Афонсу, Мануэл, который позднее стал королём Португалии и вторым мужем самой Изабеллы. Афонсу и Изабелла воссоединились в Элваше 22 ноября и на следующий день в монастыре Эворы принцесса встретилась со своей свекровью, королевой Леонорой; в Эворе был ратифицирован брачный договор, подписанный ранее в Севилье. Несмотря на то, что это был брак по расчёту, супруги любили друг друга.
Брак между Афонсу и испанской инфантой получил благословение обоих королевств. Изабелла I, чья мать и няня были португальского происхождения, желала сближения с этой страной, и вместе с тем брак позволил ей «следить и контролировать действия своей вечной соперницы Хуаны ла Бельтранехи» через свою дочь.

## Смерть
В июле 1491 года королевская семья отправилась на лето в Сантарен, располагавшийся недалеко от берегов реки Тежу. Король Жуан II пригласил сына поплавать с ним. Афонсу отказался, но затем, видя желание отца составить ему компанию, передумал. Далее, согласно хроникам Руи де Пина, произошло следующее: конь принца на большой скорости споткнулся и упал, затянув под себя мальчика, который, оказавшись на земле, выглядел «мёртвым, лишившимся всех чувств». 
Узнав о случившемся, мать Афонсу, Леонора Ависская, вместе с Изабеллой Арагонской бросилась к сыну, чтобы помочь, но ничего уже нельзя было сделать. Двор облачился в чёрное. Мальчика похоронили рядом с дедом в монастыре Баталья. Принцесса Изабелла была убита горем и позже убедила себя, что Господь пожелал смерти её молодого супруга из-за того, что в Португалии получило убежище множество евреев, изгнанных из Испании родителями принцессы. Принцесса вернулась на родину искренне религиозной и объявила о строгом посте и самобичевании, которым Изабелла собиралась подвергать себя до конца жизни в знак траура по Афонсу.
Жуан II, потеряв единственного законного наследника, безуспешно пытался легитимизировать своего бастарда Жорже. Его жена, королева Леонора, была настроена против того, чтобы на трон взошёл внебрачный ребёнок, и, как и католические короли, считала более законным наследником своего брата Мануэла. В 1494 году Жуан, чьё здоровье сильно ухудшилось, подписал своё последнее завещание, в котором назвал Мануэла наследником престола. Жуан умер в октябре 1495 года, а в 1497 году Мануэл I женился на вдове Афонсу.